# Лесное (озеро, Калининград)
О́зеро Лесно́е — водоём в Калининграде. Располагается между входящими в городскую черту посёлками Северная Гора и Первомайский Ленинградского района.

## География и гидрология
Озеро Лесное — бессточный водоём искусственного происхождения. Имеет Г-образную форму. Длина озера примерно 300 метров, ширина от 60 метров в самой узкой части до 120 метров в самой широкой части. Площадь зеркала примерно 3 гектара. Дно песчаное, местами обнажился бетон, на бо́льшей площади заиленное. Сохранились остовы мостков для ныряния. В юго-западной части находится пляж с песчаным пологим дном. Почти весь западный берег зарос тростником и заболочен. С западной стороны располагается большая поляна. С восточной стороны вплотную к берегу примыкает холм, покрытый древесно-кустарниковой растительностью, когда-то именовавшийся горой Родельберг. Питание озера осуществляется за счёт осадков. За лето уровень снижается на 0,2-0,3 метра. В засушливый 1972 год уровень снизился на 0,6-0,7 метра, при этом обнажились два больших валуна на западном берегу.

## История
Озеро находится в старом немецком парке Макс Ашманн Парк, в котором есть ещё три небольших озерца, одно из которых, имеет посередине остров и соединено с протекающим рядом ручьём Северный (нем. Beydfitter), впадающим в Верхний пруд.
К Лесному озеру от прилегающих посёлков вели мощёные дороги, одна из них проходила мимо памятника павшим в войнах. До наших дней памятник не сохранился. Парк был разбит к 1910 году в северной части города в районе Марауненхоф. В центре было вырыто озеро. До войны его называли просто прудом (нем. Teich, Тайх). Позднее на озере появился пляж.
Парковый ансамбль пострадал во время Второй мировой войны. Из-за воронок и рытья окопов нарушилась дренажная система, соединявшая его пруды с Верхним прудом, и парк вокруг озера постепенно заболачивался и зарастал порослью. В советское время на озере стояли мостки для плавания, ежегодно возводимые солдатами расположенной рядом воинской части. С 1990-х годов город стал бурно расти. Вокруг парка были построены новые престижные коттеджные районы. К западной части озера теперь вплотную примыкает район панельных многоэтажек.
В последние годы берега были частично благоустроены, вырублен сорный кустарник. Проведена очистка ручья Молодёжного. Обсуждаются планы восстановления парка.
Берега озера Лесного и парк, в котором оно находится, являются зелёной рекреационной зоной. Горожане в озере купаются и ловят рыбу.

## Фауна
В озере обитают линь, карась, щука и речной окунь, также с 2022 года наблюдаются ротаны. В 60-е годы водились раки( встречаются и по сей день, но в малых количествах). Плавают серые утки и лебеди.